# Михайловка (Пластовский район)
Михайловка — село в Пластовском районе Челябинской области, относится к Демаринскому сельскому поселению.

## География
Село находится в лесостепной части области. Расположено на берегу реки Кабанки. Расстояние до центра района города Пласта 24 км.
Улица одна — Набережная.

## История
Село основано на месте хутора Михайловского, построенного в 1828 году. Название происходит от поверенного делами хутора Михаила Андреева.
В 1878 году хутор входил в станицу Кособродскую.
В 1926 году хутор Михайловский относился к Демаринскому сельсовету Кочкарского района Троицкого округа Уральской области.
В 1930 году организован колхоз, который с 1934 года носил имя С. М. Кирова, с 1949 года — Г. М. Димитрова.
С 1961 года в селе размещается 4-е отделение совхоза «Пластовский».
В 1968 году в состав села включен посёлок Секретарский.

## Население
| 2002 | 2010 |
| ---- | ---- |
| 242  | ↗272 |

## Инфраструктура
- ООО «Время»,
- клуб,
- библиотека.

### Достопримечательность
- Недалеко от села находится Жуковская копь розовых топазов[4]

## Транспорт
Связан автомобильной дорогой с центром сельского поселения селом Демариным (4 км).